# Androsace spinulifera
Androsace spinulifera là một loài thực vật có hoa trong họ Anh thảo. Loài này được (Franch.) R.Knuth mô tả khoa học đầu tiên năm 1905.